# Königs-Galerie Kassel
Die Königs-Galerie Kassel ist eine 1995 eröffnete Einkaufsgalerie mit rund 60 Geschäften, Gastronomiebetrieben und Dienstleistern an der Königsstraße in Kassel.
Sie hat einen umbauten Raum von 100.000 m³ und bietet eine Bruttogeschossfläche von 24.000 m². Von der Nutzfläche werden 14.500 m² für Geschäfte genutzt. Ankermieter sind zum Beispiel: Avanti, The Body Shop und Lidl.

## Architektur

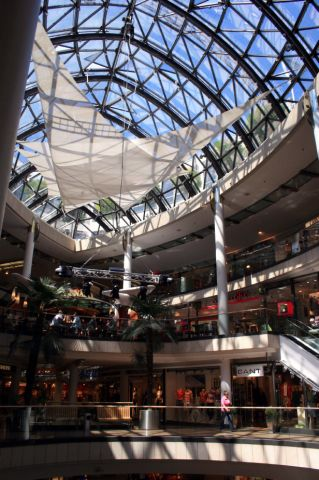
Innenaufnahme der verglasten Kuppel

Das Gebäude ist innen wie außen relativ aufwendig mit Natursteinen und Buntmetallen verkleidet. Auf dem Dach steht eine Skulptur des Kasseler Künstlers Friedel Deventer. Zwei gegenläufig rotierende Metallstäbe aus rostfreiem Stahl reflektieren tagsüber das Sonnenlicht. In der Dunkelheit wird die Skulptur künstlich beleuchtet.
Die verglaste Kuppel wird bei Dunkelheit von einem künstlichen Sternenhimmel aus 170 Lichtern beleuchtet. Sie ist 13 m breit, 29 m lang, 14 Tonnen schwer und mit 420 dreieckigen Scheiben aus Sonnenschutzglas versehen.